# Valanginella
Valanginella es un género de foraminífero bentónico considerado un sinónimo posterior de Reinholdella de la subfamilia Reinholdellinae, de la familia Ceratobuliminidae, de la superfamilia Ceratobuliminoidea, del suborden Robertinina y del orden Robertinida. Su especie tipo era Lamarckina tatarica. Su rango cronoestratigráfico abarcaba desde el Barremiense hasta el Aptiense inferior (Cretácico inferior).

## Clasificación
Valanginella incluía a las siguientes especies:
- Valanginella asteriaformis †
- Valanginella multispiralis †
- Valanginella tatarica †